# Coco (folklore)
Pour les articles homonymes, voir Coco.

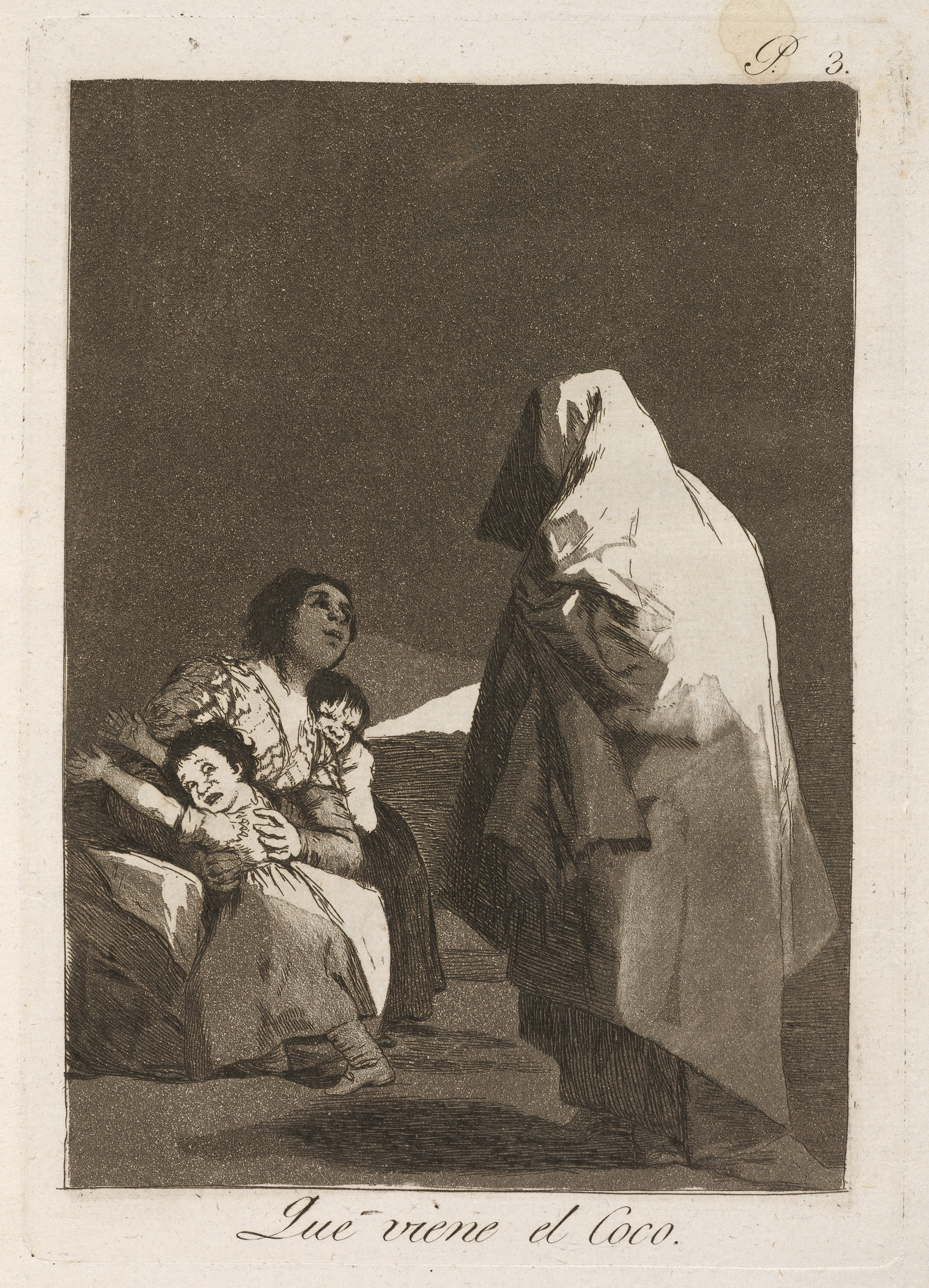
Que viene el coco, gravure de Francisco de Goya (1799).

El coco, aussi nommé el cuco ou encore el cucuy dans les pays d'Amérique latine, est une créature du folklore hispanique et portugais correspondant à une sorte de croque-mitaine qui vient punir les enfants qui se sont mal conduits,.